# 카타르 항공
카타르 항공(아랍어: القطرية, 영어: Qatar Airways)은 카타르의 국영 항공사이자 국책항공사다. 이 회사는 1974년 영국으로부터 독립 이후 3년만에 세워졌으며, 코드쉐어를 포함한 150개 도시의 국제적인 목적지로 이어지고 있다. 도하를 바탕으로 허브 & 스포크 네트워크를 운영하고 있다. 카타르 항공은 아랍항공기구(영어: Arab Air Carriers Organization)의 일원이다. 현재 이탈리아의 프로 축구 세리에 A 소속 클럽 중 하나인 AS 로마 스폰서십이며, 또한 FIFA의 스폰서십이다.

## 역사
1993년 11월 22일 설립되어 1994년 1월 20일에 운항을 시작했다. 이곳은 원래 왕족의 일족이 소유하고 있었으나, CEO의 아크 바르 알베이커(Akbar Al Baker)에 의한 새로운 경영진에 의해 1997년 4월에 새로 민간 항공사로 시작했다. 이 항공사는 카타르 정부(50%)와 민간 투자자 (50%)에 의해 소유되고 있다. 지난 10년 동안 매년 35%의 성장률로 네트워크를 넓혀 가고 있다.
2007년에 열린 《두바이 에어쇼》에서 카타르 석유, 로열 더치 쉘, 에어버스, 롤스로이스, 카타르 사이언스 & 테크놀로지 파크 5개사와 제휴하여 천연가스로 구동하는 연료를 개발하기로 결정했다. 이것이 실현되면, 카타르 항공이 세계 최초로 천연가스 연료 비행기로 비행하는 항공사가 될 것임을 시사했다. 이산화탄소의 배출을 대폭 줄이고, 지구온난화를 억제를 공헌할 수 있는 장점을 가지고 있다.
2007년, 이 회사는 80대의 에어버스 A350 XWB 기종과 30대의 보잉 787 드림라이너 등 160억 달러에 달하는 장비를 주문했다. 또한 향후 몇 년 동안 200대 이상 총액 300억 달러에 이르는 장비 발주할 예정이다. 2008년 12월 기준으로 평균 기체 연령이 4.9년으로 세계에서 가장 새로운 장비를 사용하고 있다.
2011년에 유럽의 최대 화물 항공사이자 룩셈부르크의 화물 항공사인 카고룩스의 지분 35%를 인수해 전략적인 투자를 하겠다고 공식 발표했다.
2013년 10월 29일 원월드 가입이 최종 확정되어, 13번째 회원사가 됐다. 하마드 국제공항에서 가입 기념식을 열었다.
2006년 4월 1일에는 아시아나항공과 제휴를 맺었다. 인천 - 도하 노선에 아시아나항공의 코드셰어가 걸려 있으며, 인천 - 도하 외 노선에도 카타르 항공의 운항편을 이용하고 아시아나클럽에 마일리지를 적립할 수 있었다. 단, 인터넷으로는 직접 입력할 수 없고, 등기우편으로 보내서 신청해야 한다. 2017년 1월 1일부터 아시아나항공과 제휴 계약이 종료되었으며, 이에 따라 인천 - 도하 노선에만 아시아나클럽에 올릴 수 있다.

## 서비스

### 기내 서비스
기내 서비스의 평가는 국제적으로도 매우 높다. 영국의 Skytrax사가 평가한 "5성 항공사"로 선정된 6개사 중 하나이다. 2007년 퍼스트 클래스 "세계 1 위"의 칭호를 받았다. 중동 지역의 베스트 캐빈 크루의 영예를 6년 연속 수상했다. (2008년 현재). 또한 보유 기기 취항 기간도 평균 4년으로 세계에서 가장 새 항공기를 소유 운영하고 있으며, 설립 이래 한 번도 중대 사고를 일으키지 않아서 안전성도 높다고 할 수 있다.
기내식은 돼지고기를 사용하지 않는 무슬림 음식이다. 한국 노선에 대해서는 한식, 양식, 아랍 요리 3 가지 선택이 있다. 사전 예약이 필요한 특별한 음식도 충실히 제공하고 있다. 또한 이코노미 클래스에서도 맥주, 와인, 위스키, 보드카, 진 등 다양한 주류를 무료로 제공하고 있다.
승무원은 세계 100여 개국 출신의 다국적으로 구성되어 있으며, 한국 노선은 한국어 원어민도 상시 2~3명 정도 승무하고 있다. 또한 한국 취항 전부터 한국인 승무원을 채용하고 있으며, 한국 노선뿐만 아니라 취항하고 있는 모든 노선에 해당 모국어 승무원이 탑승한다.

### 지상 서비스
세계 최초로 퍼스트 비즈니스 클래스 전용 "프리미엄 터미널"을 2006년 도하 국제공항에 개설했다. 스파, 사우나, 자쿠지, 마사지, 수면실과 첨단 회의실, 비즈니스 센터, 보육 시설, 온수, 레스토랑, 면세점 쇼핑 등도 마련되어 있다. 또한 도하 국제공항에서 유럽 노선으로 환승하는 퍼스트 클래스 이용자는 "프리미엄 터미널"에서 탑승기까지 BMW 7 시리즈로 송영을 하고 있다.

### 기타
2011년부터 3단계로 완성 예정인 하마드 국제공항은 A380기 사양이 설계 지원되는 세계 최초의 공항이 될 예정이다. 카타르 항공 보너스 클럽(Q마일)은 세계에서 아주 높은 비율로 마일을 쌓아 주는 상용고객 우대 프로그램이며 최초로 예약하면 보너스 마일리지를 지급하지만 유효 기간이 1년이라는 단점이 있다. 또한 카타르 항공의 마일리지는 전일본공수, 에바 항공, 유나이티드 항공, US 에어웨이스, 중동 지역 항공, 루프트한자 등 상호 협정을 맺고 있다. 수직 꼬리 날개에 그려진 심벌마크는 아라비아 오릭스로 또한 기내 잡지의 이름도 oryx로 사용하고 있다.

## 운항 노선
- 2011년 11월 기준으로 카타르 항공은 허브 공항인 뉴도하 국제공항을 중심으로 55개국 89개 노선을 취항하고 있고 화물 노선의 경우 19개 노선에 취항하고 있다.

### 코드쉐어 협정
- 카타르 항공은 다음과 같은 항공사와 코드쉐어 협정을 맺고 있다.[3]

| - GOL 항공 - S7 항공 (원월드) - SNCF - 로얄 에어 모로코 (원월드) - 로얄 요르단 항공 (원월드) - 말레이시아 항공 (원월드) - 방콕 항공 - 부엘링 항공 - 선에어 - 스리랑카 항공 (원월드) | - 아메리칸 항공 (원월드) - 아시아나항공 (스타 얼라이언스) - 아제르바이잔 항공 - 에어 보츠와나 - 영국항공 (원월드) - 이베리아 항공 (원월드) - 일본항공 (원월드) - 제트블루 항공 - 중동항공 (스카이팀) - 캐세이퍼시픽 항공 (원월드) | - 컴에어 - 핀에어 (원월드) |  |

## 보유 기종
- 2024년 2월 기준으로 카타르 항공은 다음과 같은 기종을 보유하고 있으며 평균 기령은 4.9년이다.[5][6]

## 자회사

### 카타르 항공 카고
카타르 항공 카고는 3대의 보잉 777F를 주문했다. 첫 번째 보잉 777F는 2010년 5월 14일 인도되었으며 최초 개발 단계에서 일 년마다 화물의 750,000톤을 처리할 수 있는 화물 시설이 있다. 보잉 777F는 주로 극동 지역과 유럽 노선에 주로 사용되며 에어버스 A300-600F를 대체하였다. 또한 전용화물 항공편의 경우 이미 카이로 국제공항에서 운영 승객 서비스를 보완하면서 2009년 6월부터 취항하기 시작했다. 2010년 8월 18일 자사 최초로 미국 전용 화물 서비스를 시작하면서 뉴도하 국제공항에서 시카고의 시카고 오헤어 국제공항과 암스테르담의 암스테르담 스키폴 국제공항에 취항했다.

### 카타르 아미리 플라이트
카타르 아미리 플라이트는 카타르 정부가 소유하고 운영 VIP 항공사로 주로 전 세계의 전세편을 운영하고 왕실 가족만 충족시켜 주는 카타르 및 기타 VIP 정부 직원만 이용할 수 있다. 대부분의 기종은 카타르 항공의 도색을 한다.

### 카타르 이그제큐티브 항공
카타르 이그제큐티브 항공은 카타르의 비즈니스 항공사로 본사는 카타르 도하에 취치해 있으며 2009년 6월 16일에 설립했다. 2011년 3월에 새로운 격납고로 카타르 정부가 도하에 오는 비즈니스 제트기 FBO 및 유지 보수 서비스를 한다.

## 사건 및 사고
- 2007년 4월 19일, 카타르 항공 소속 에어버스 A300-600R 여객기가 아부다비 국제공항 격납고에서 보수하는 도중 화재가 발생하면서 여객기는 완전히 손실되었다.[38]

## 사진

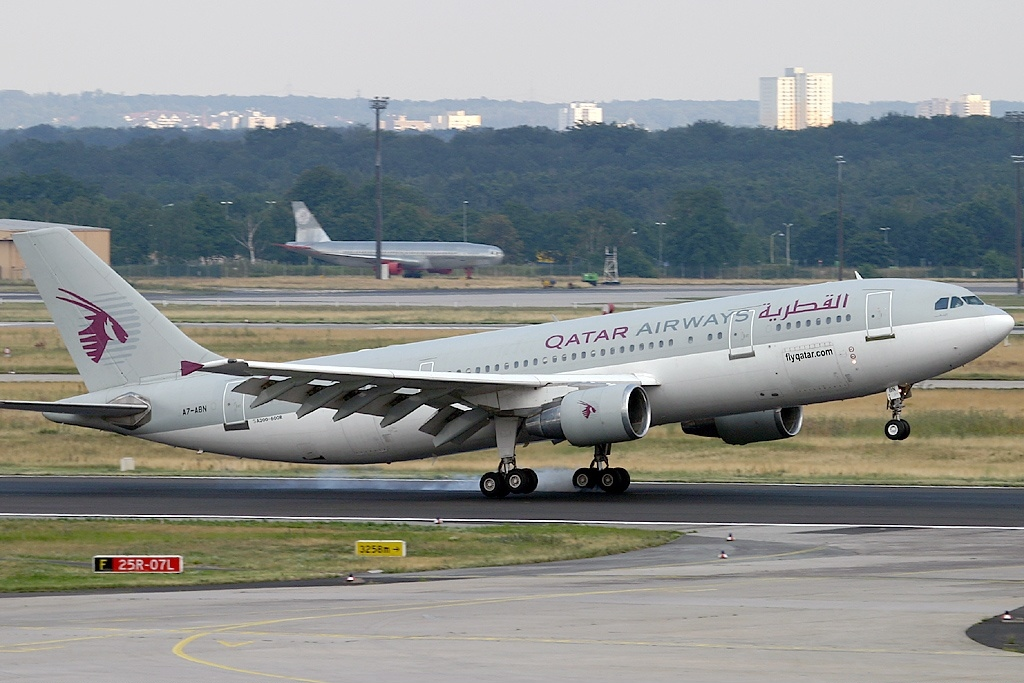
구도장을 적용한 카타르 항공의 에어버스 A300-600R
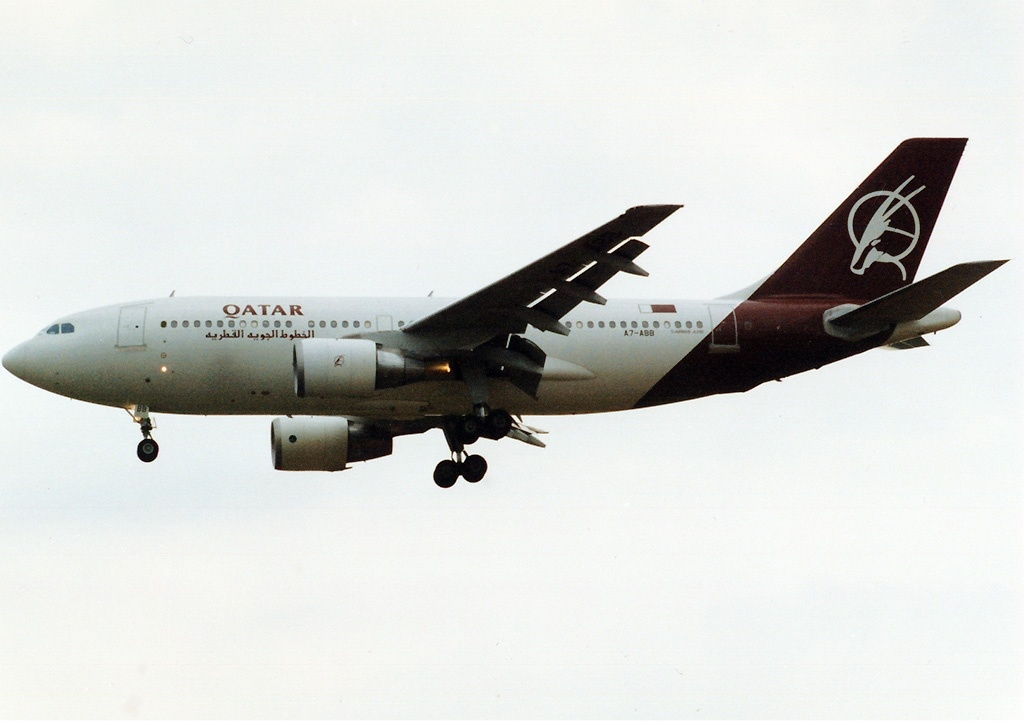
구도장을 적용한 카타르 항공의 에어버스 A310-200
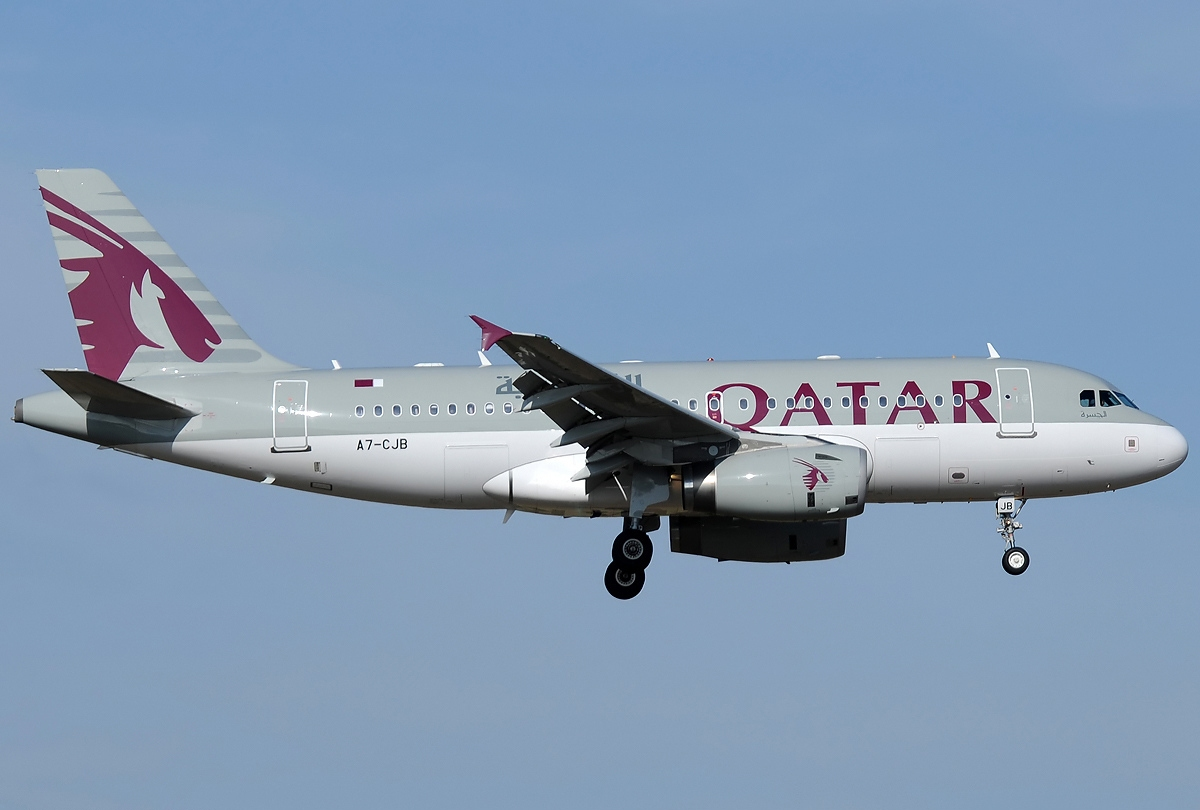
카타르 항공의 에어버스 A319-100
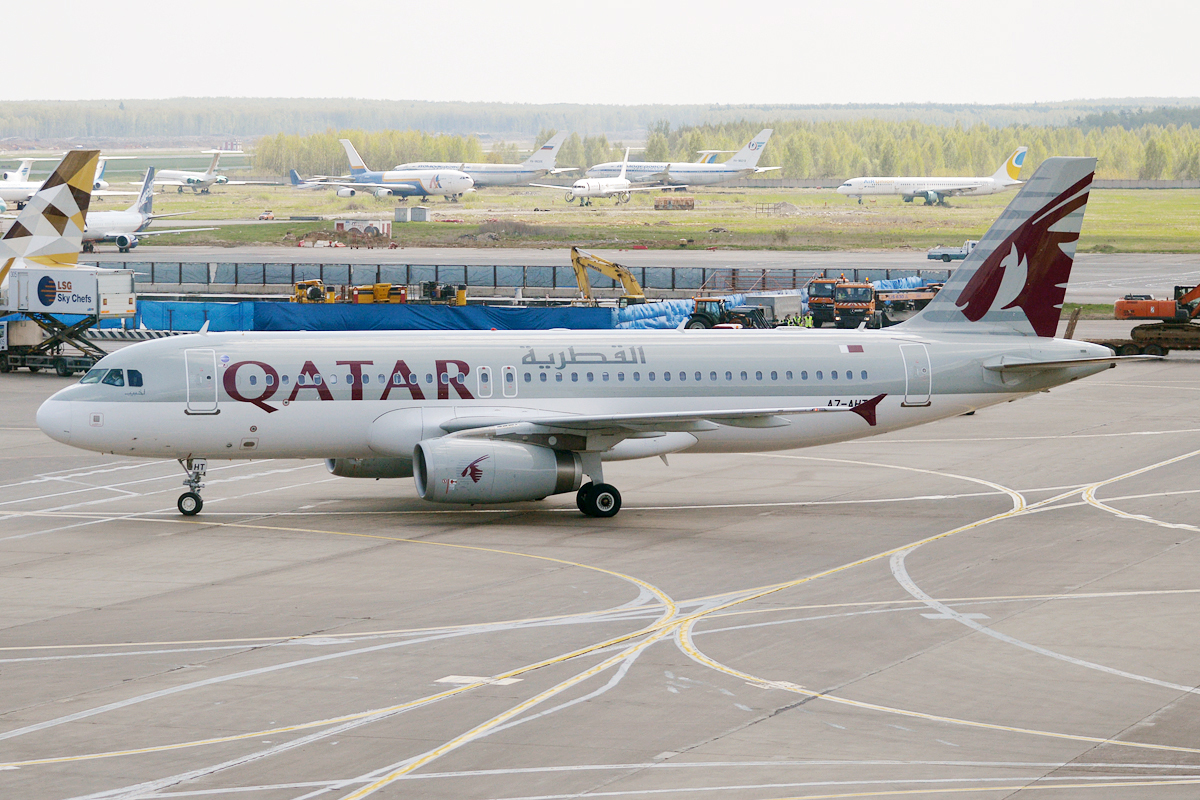
카타르 항공의 에어버스 A320-200
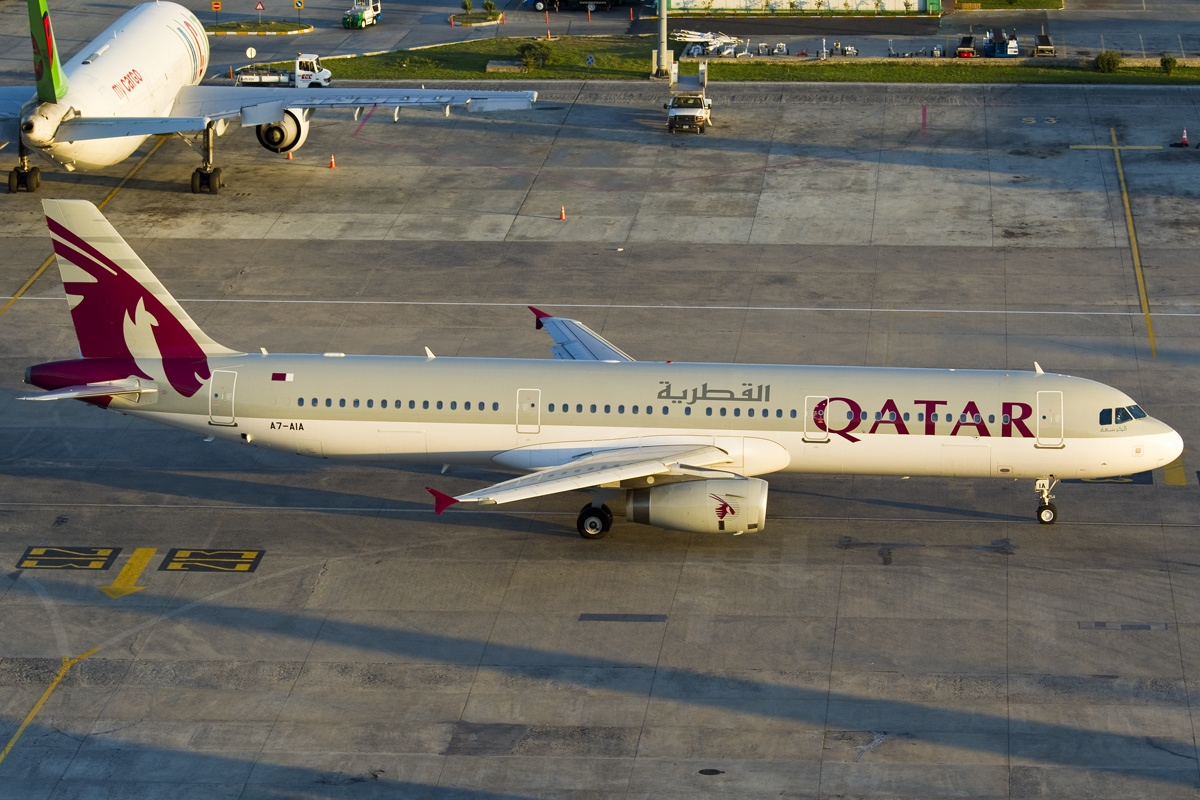
카타르 항공의 에어버스 A321-200
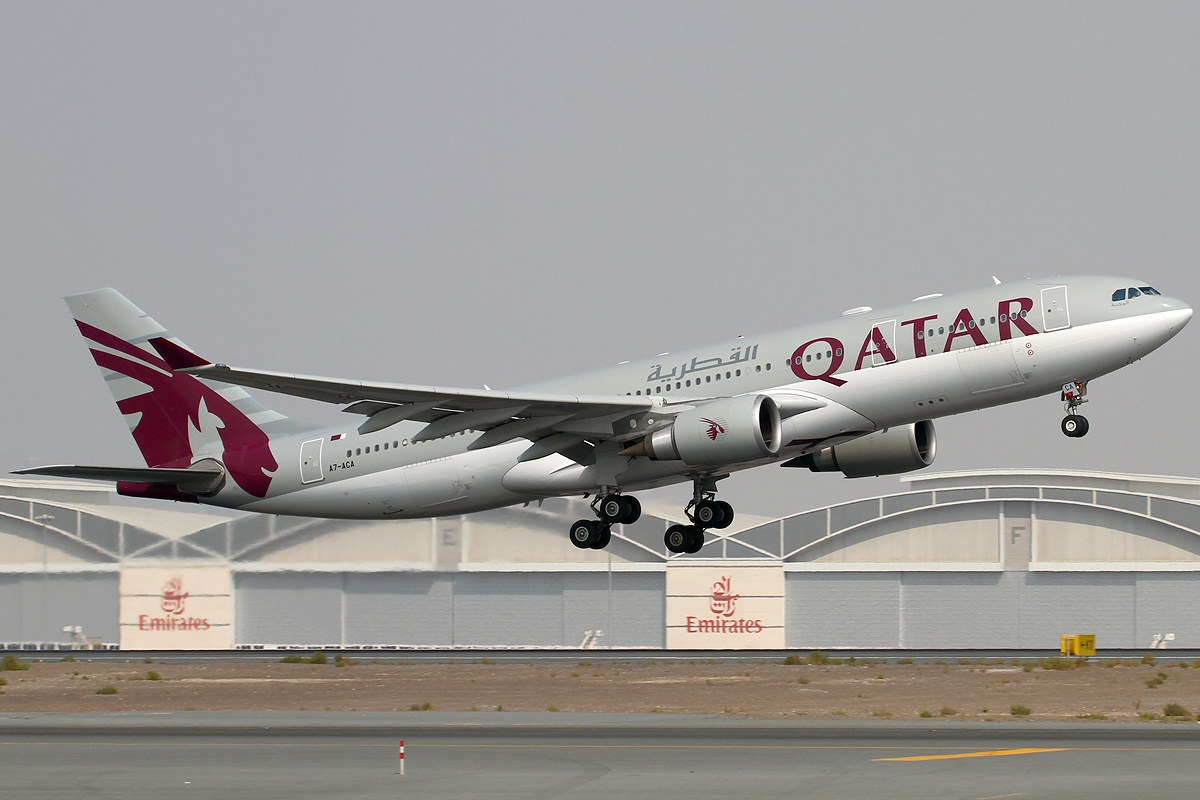
카타르 항공의 에어버스 A330-200
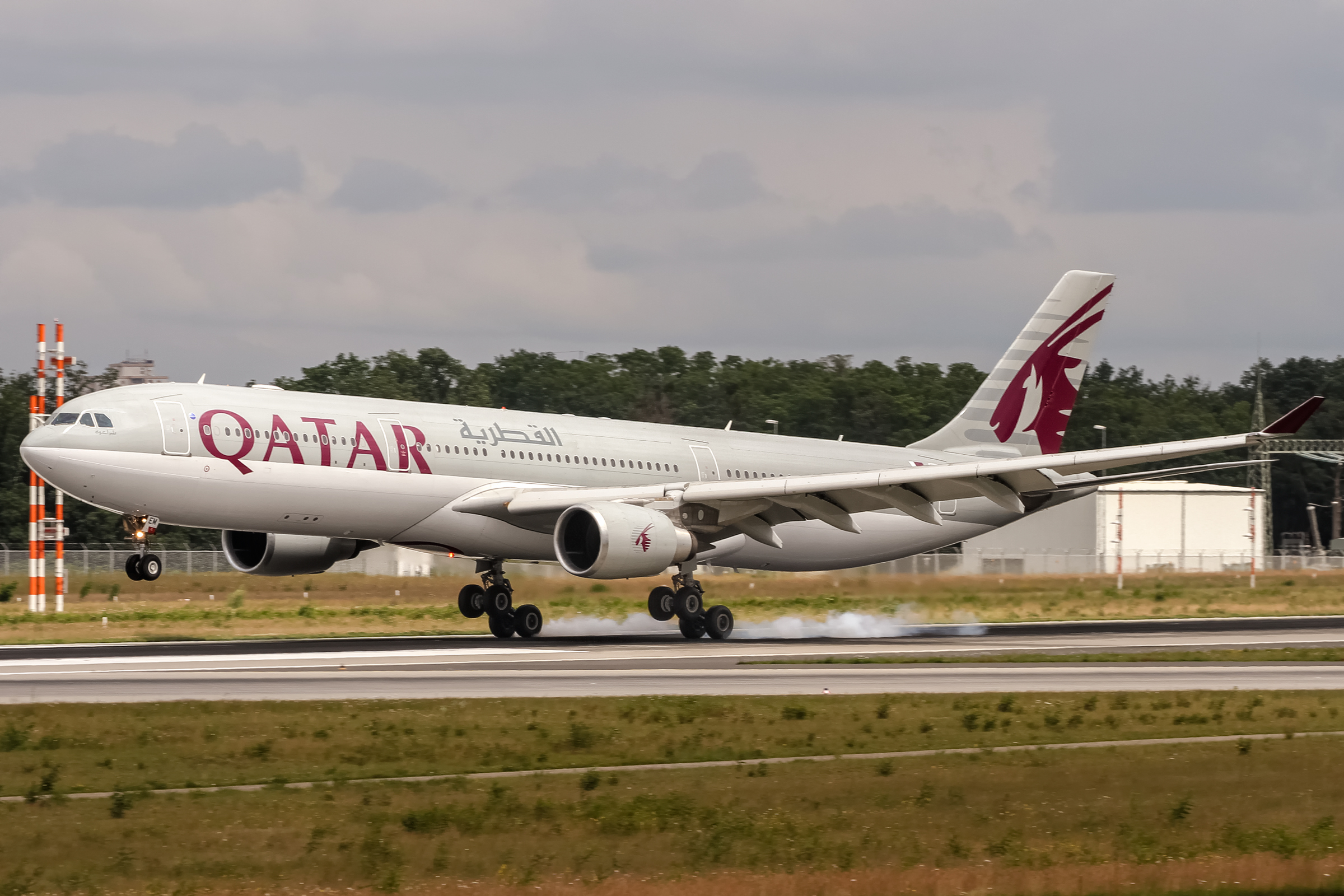
카타르 항공의 에어버스 A330-300
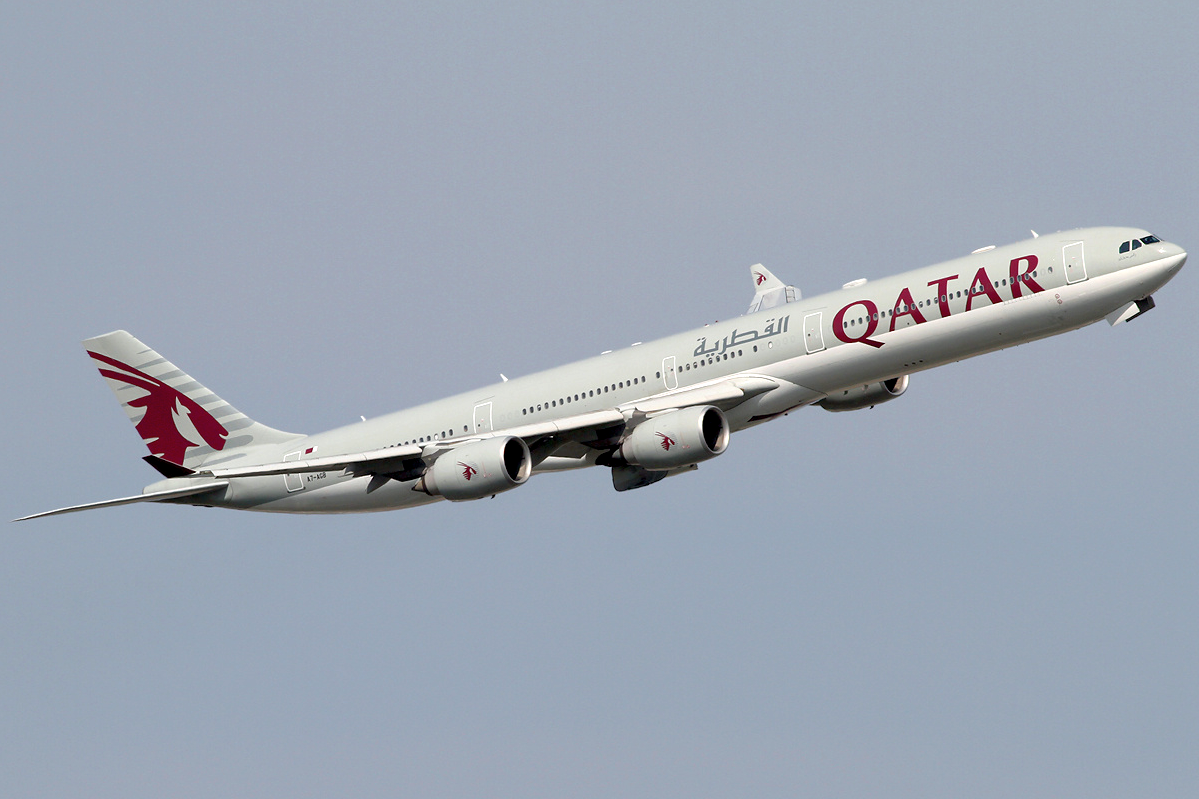
카타르 항공의 에어버스 A340-600
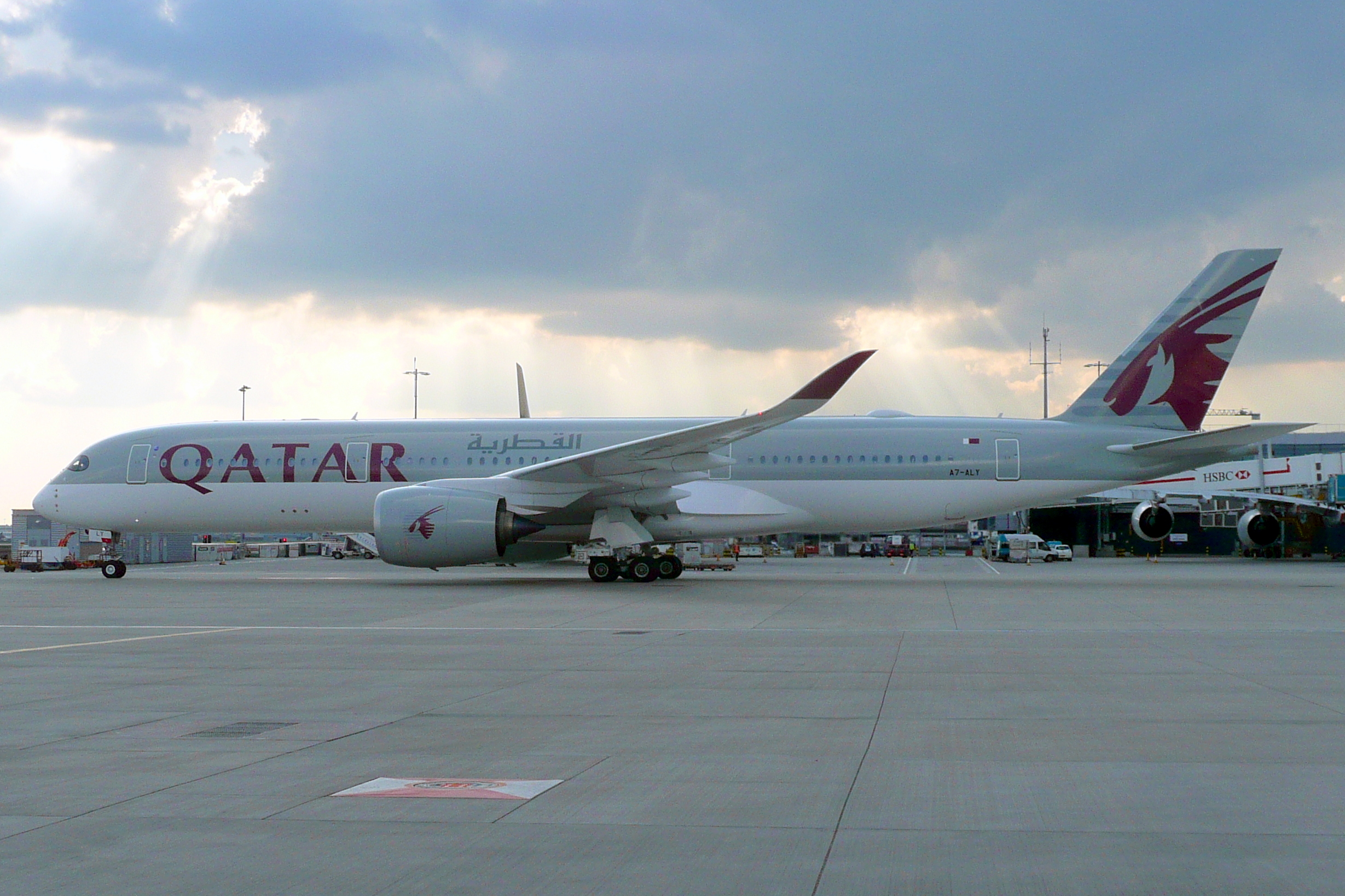
카타르 항공의 에어버스 A350-900
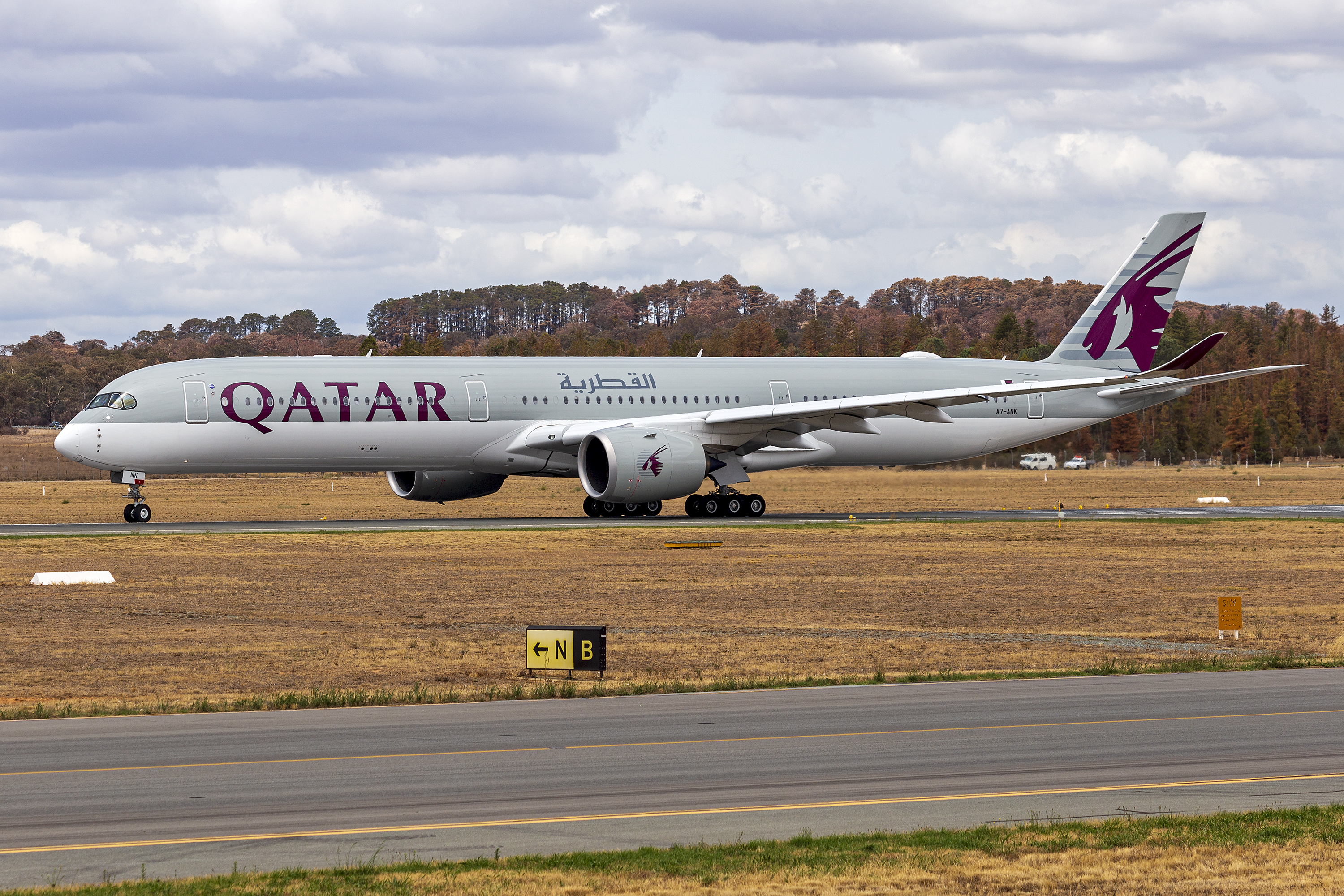
카타르 항공의 에어버스 A350-1000
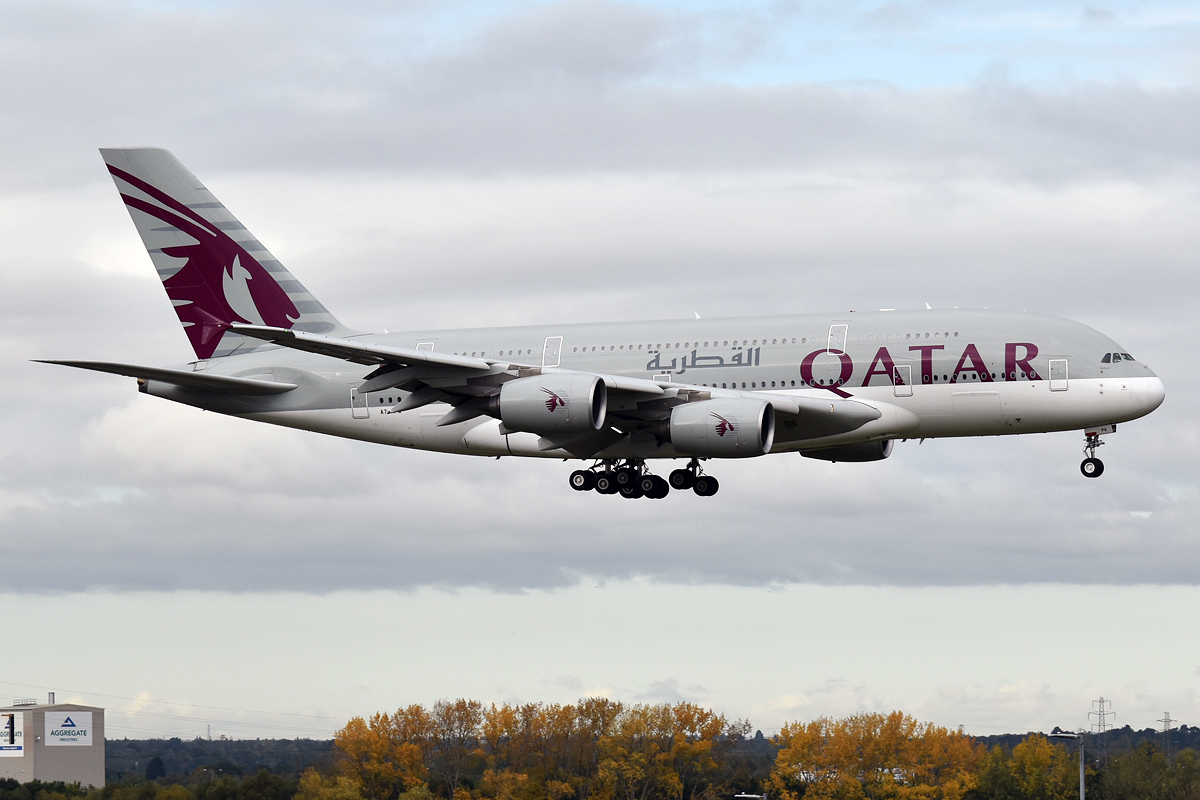
카타르 항공의 에어버스 A380-800
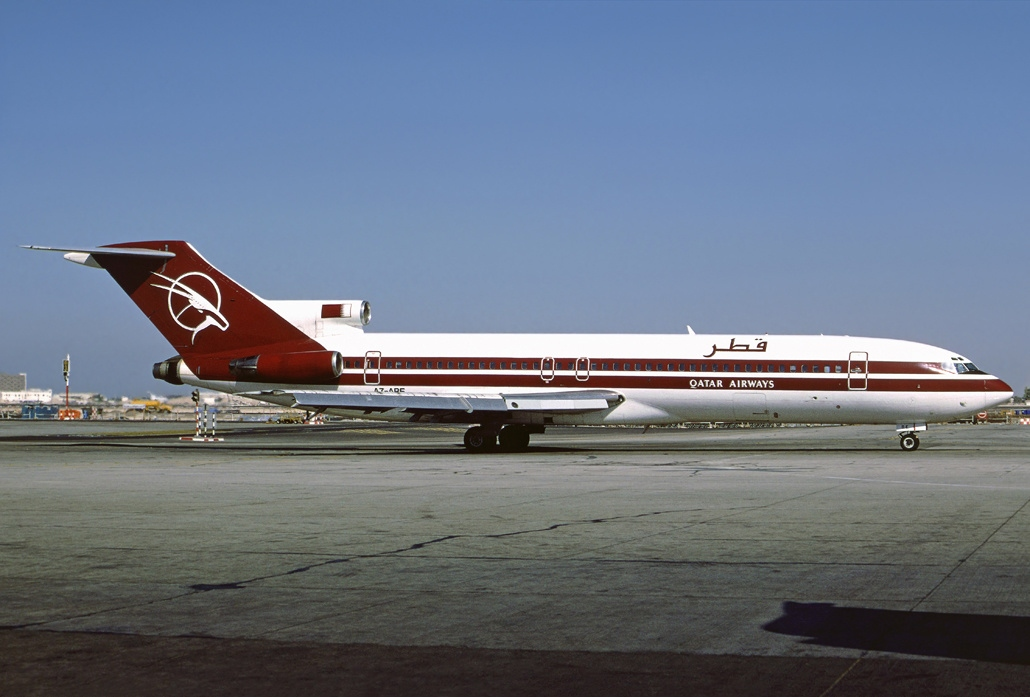
구도장을 적용한 카타르 항공의 보잉 727-200
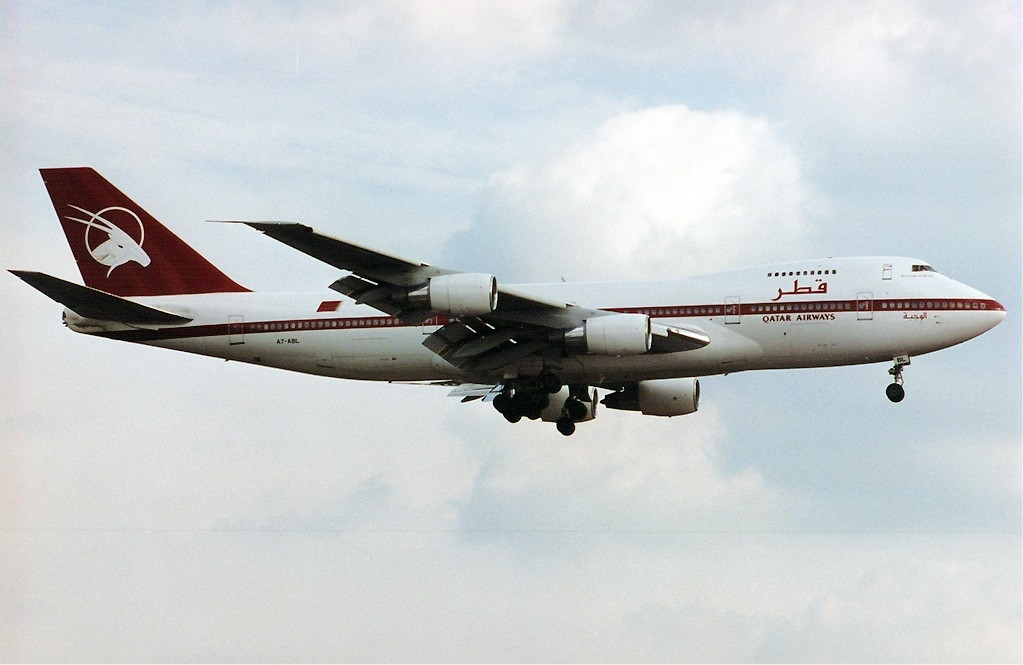
구도장을 적용한 카타르 항공의 보잉 747SR
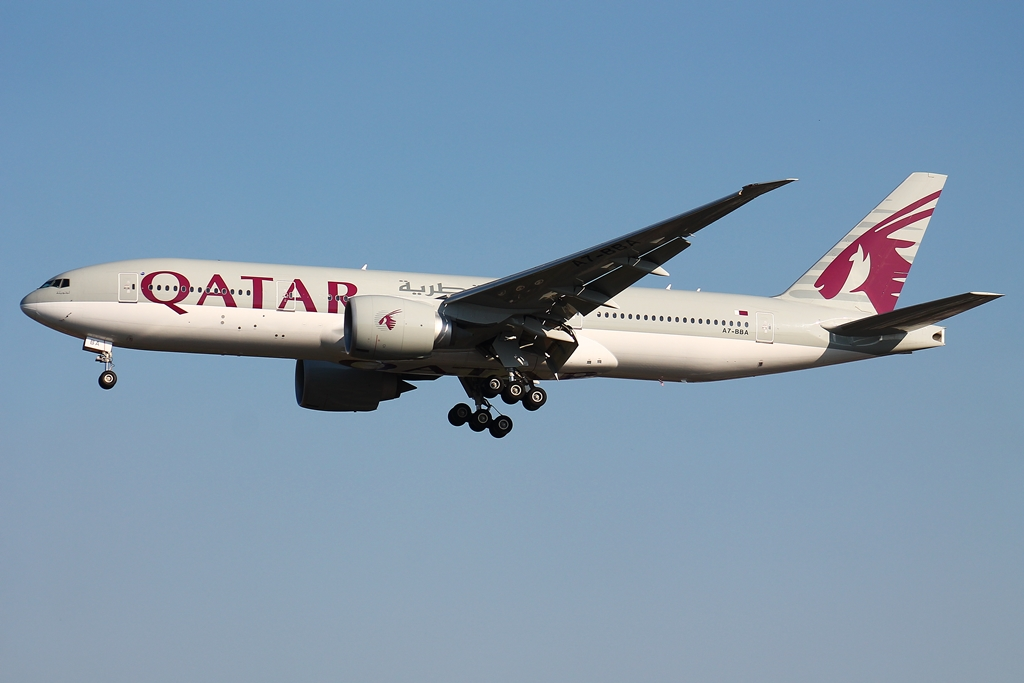
카타르 항공의 보잉 777-200LR
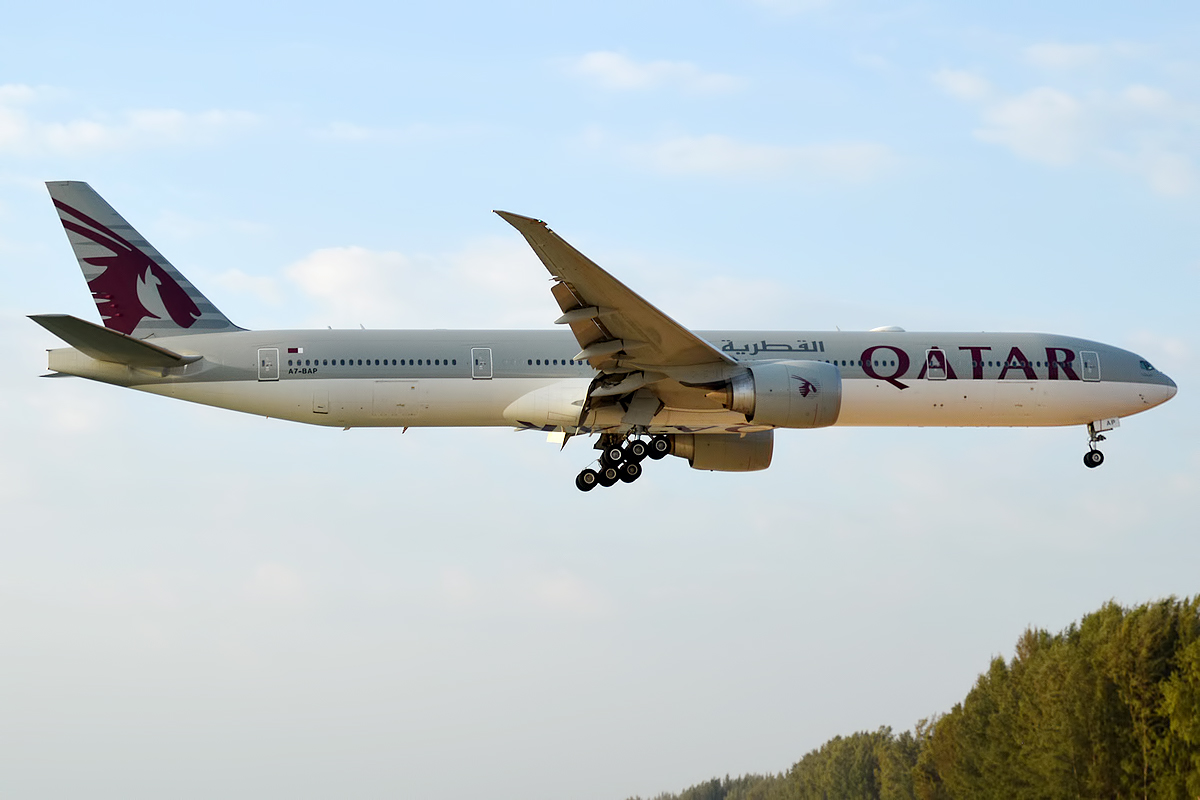
카타르 항공의 보잉 777-300ER
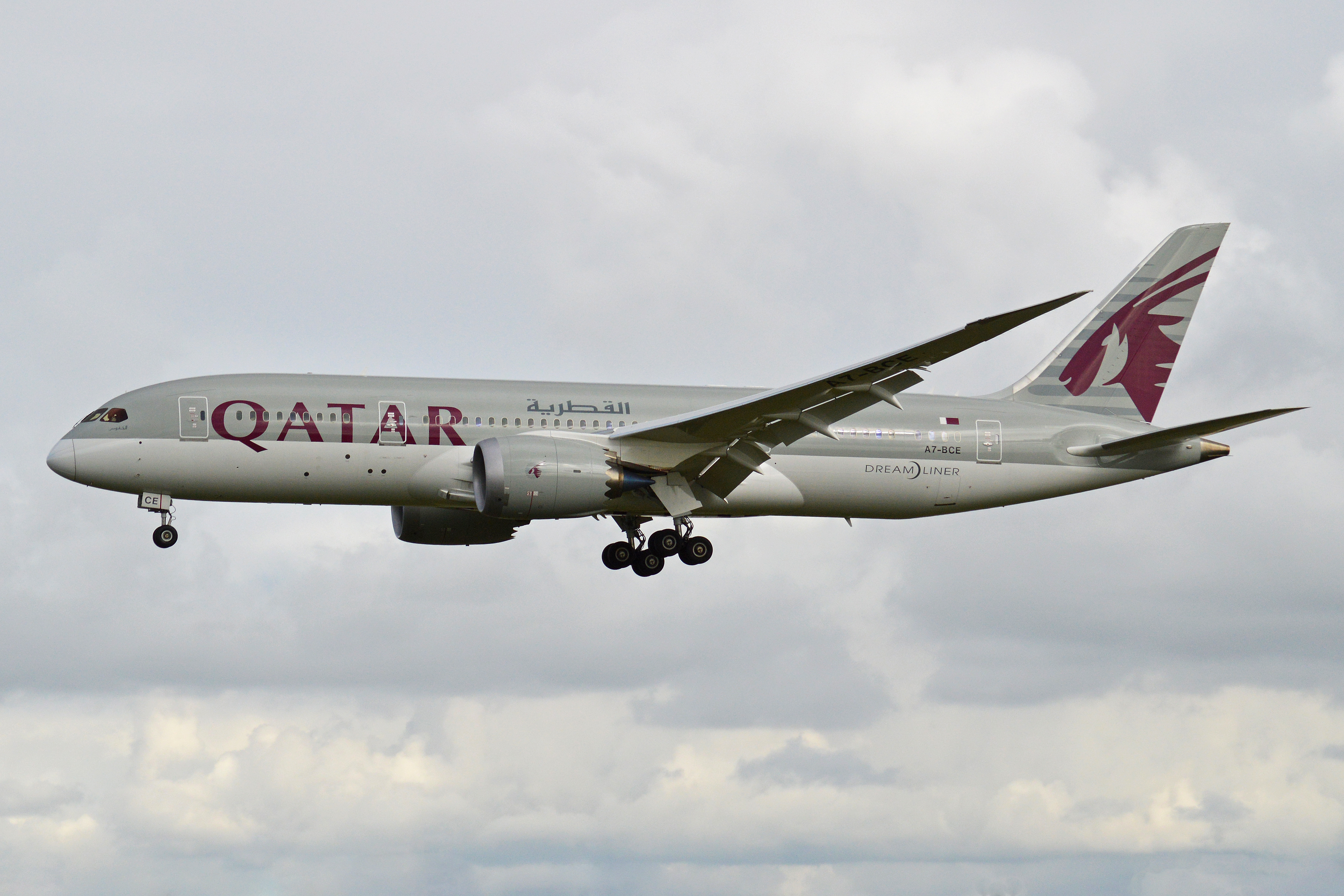
카타르 항공의 보잉 787-8
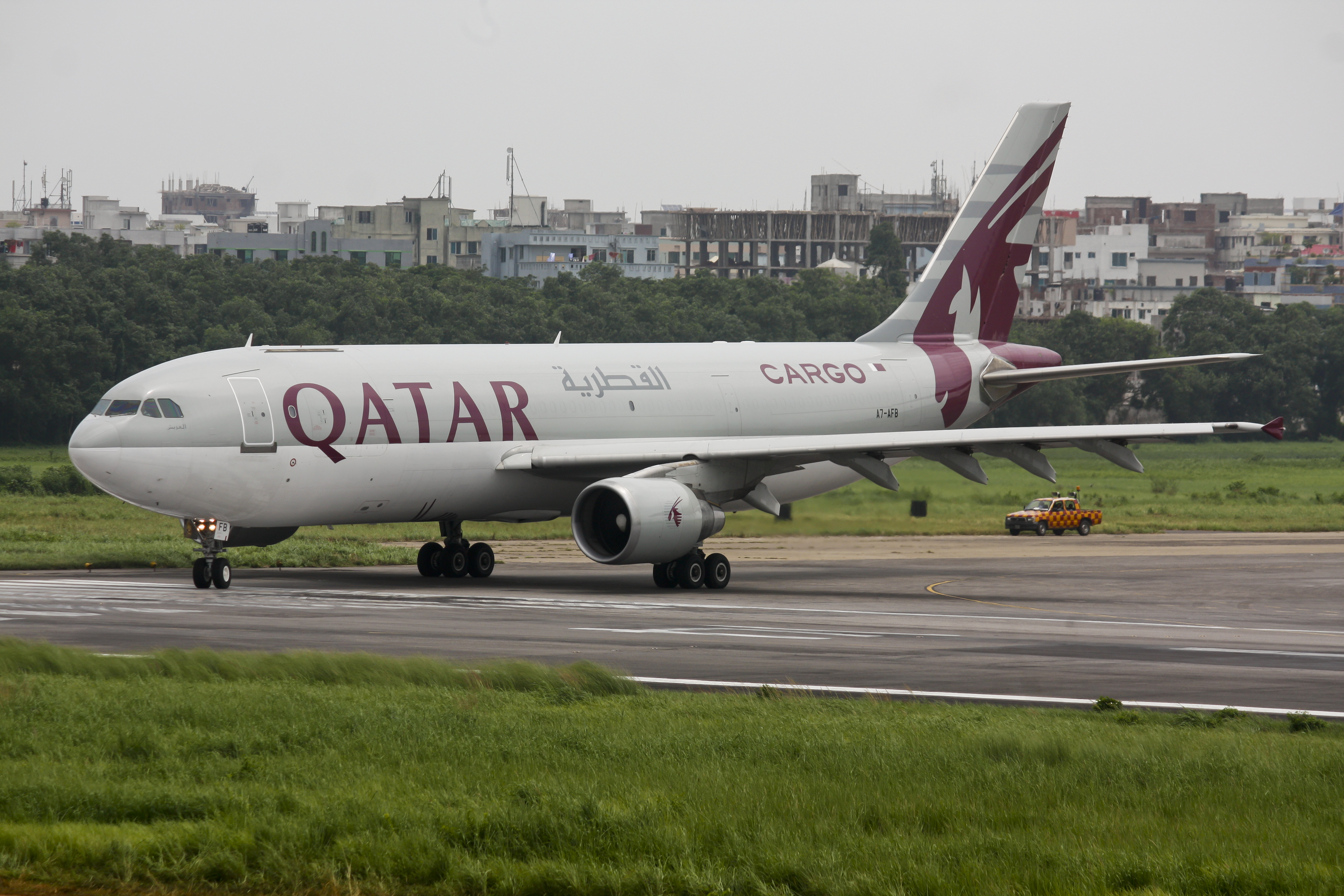
카타르 항공 카고의 에어버스 A300-600RF
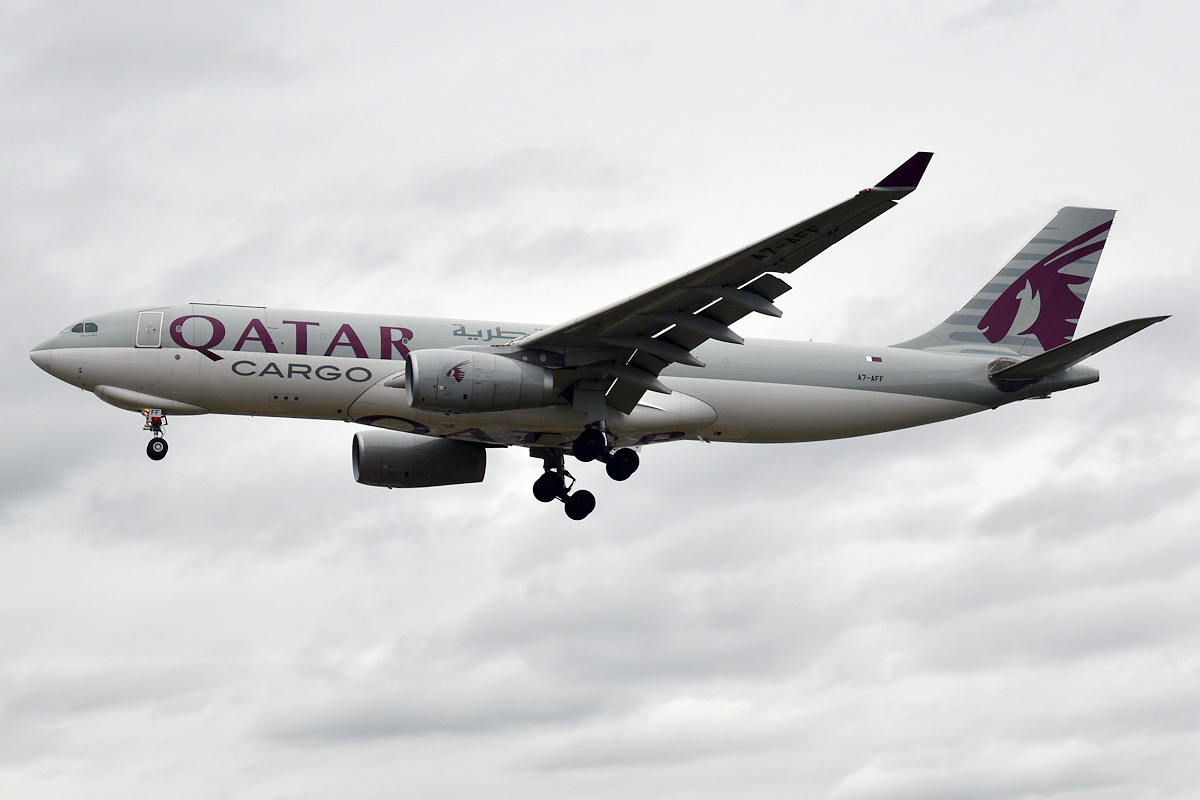
카타르 항공 카고의 에어버스 A330-200F
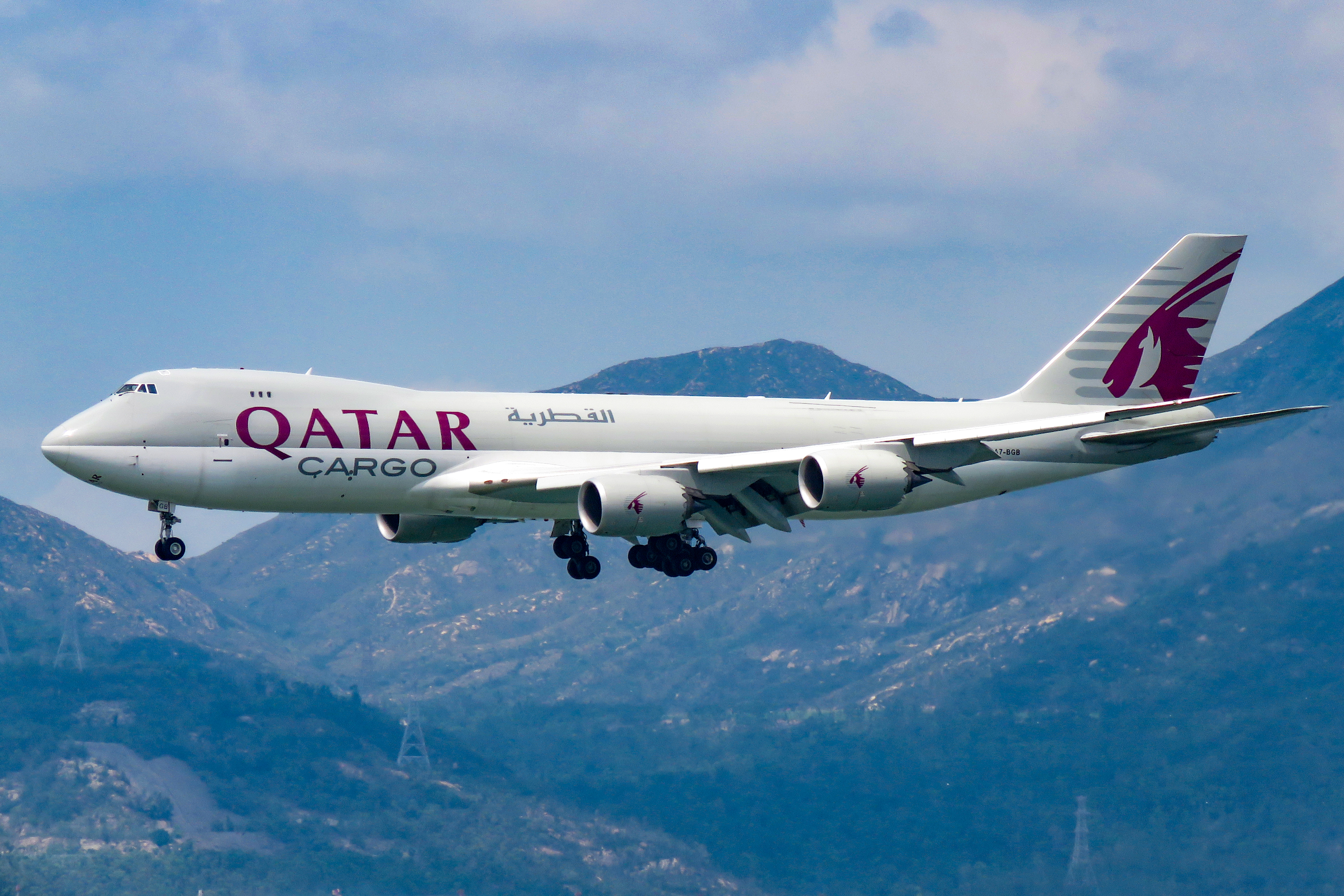
카타르 항공 카고의 보잉 747-8F
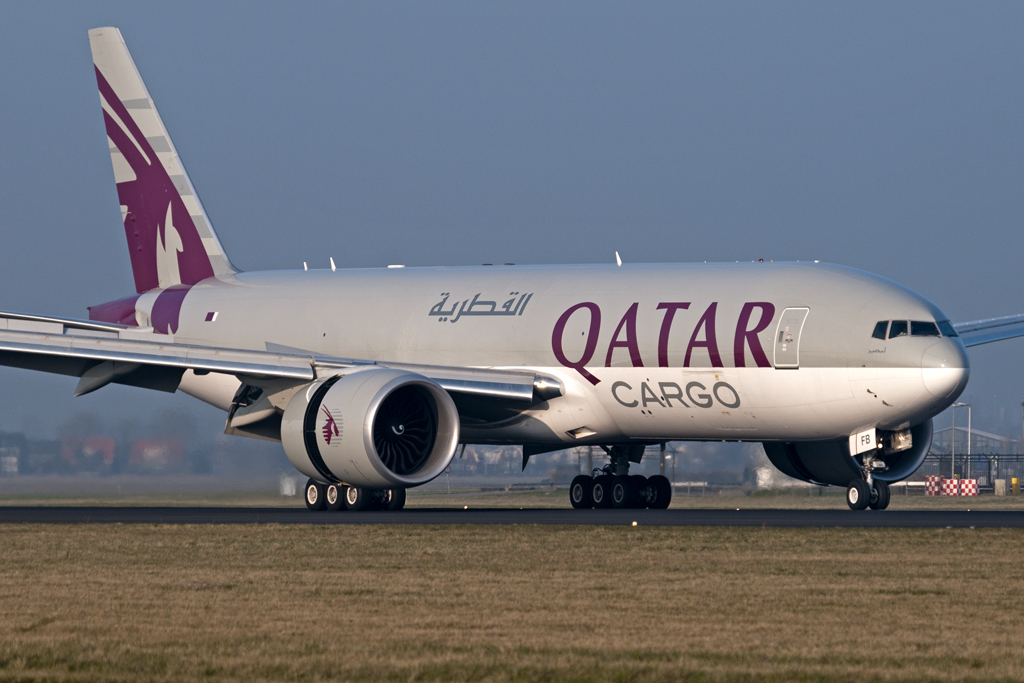
카타르 항공 카고의 보잉 777F